# Porsica albescens
Porsica albescens är en fjärilsart som beskrevs av M.Gaede 1930. Porsica albescens ingår i släktet Porsica och familjen tandspinnare. Inga underarter finns listade i Catalogue of Life.